# Cserhátszentiván
Cserhátszentiván es un pueblo ubicado en el condado de Nógrád, Hungría.

## Superficie
Posee una superficie de 10,66 kilómetros cuadrados.

## Demografía
Hasta 2021 la población era de 103 habitantes, con una densidad de población de 9,66 habitantes por kilómetro cuadrado.